# Erechtia nigrovittata
Erechtia nigrovittata är en insektsart som beskrevs av Leon Fairmaire. Erechtia nigrovittata ingår i släktet Erechtia och familjen hornstritar. Inga underarter finns listade i Catalogue of Life.